# Lithophane lateritia
Lithophane lateritia là một loài bướm đêm trong họ Noctuidae.